# Grisedale Pike
Grisedale Pike är ett berg i Storbritannien.   Det ligger i grevskapet Cumbria och riksdelen England, i den centrala delen av landet, 400 km nordväst om huvudstaden London. Toppen på Grisedale Pike är 791 meter över havet, eller 248 meter över den omgivande terrängen. Bredden vid basen är 3,7 km. Grisedale Pike ingår i Cumbrian Mountains.
Terrängen runt Grisedale Pike är huvudsakligen kuperad.Runt Grisedale Pike är det ganska tätbefolkat, med 70 invånare per kvadratkilometer. Närmaste större samhälle är Keswick, 7,1 km öster om Grisedale Pike. I omgivningarna runt Grisedale Pike växer i huvudsak blandskog.